# Mário Moutinho (médico)

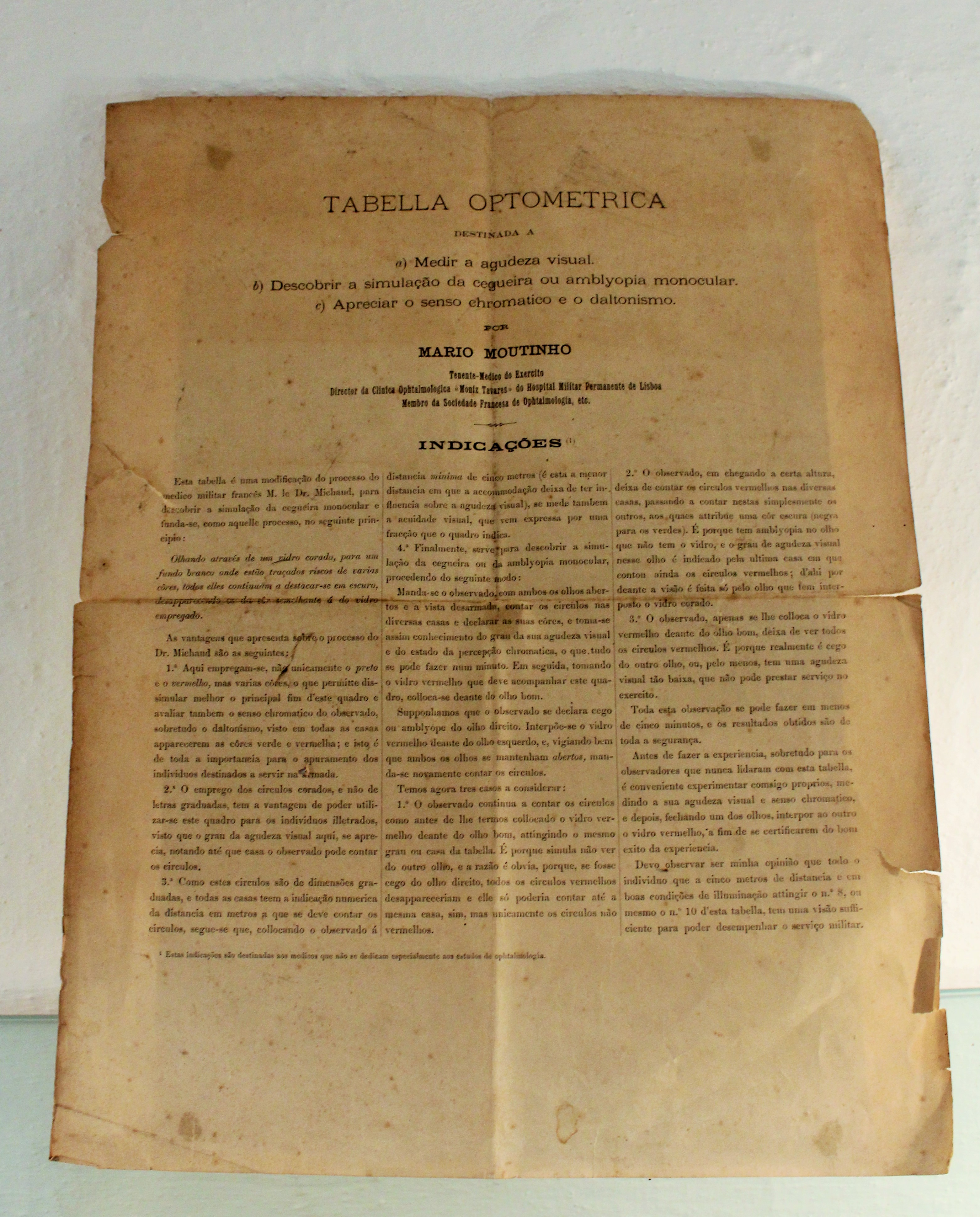
Um dos muitos trabalhos acadêmicos do doutor Mário Moutinho.

Mário Moutinho (Angra do Heroísmo, 28 de maio de 1877 — Lisboa, 18 de janeiro de 1961) foi um médico militar, pioneiro em Portugal no campo da oftalmologia, escritor e publicista. Foi o principal impulsionador da criação da Liga Portuguesa de Profilaxia da Cegueira e da fundação do Centro Infantil Helen Keller, uma escola para crianças invisuais.

## Biografia
Nasceu em Angra do Heroísmo, nos Açores, filho do médico-cirurugião Dr. Arnaldo Ernesto Moutinho dos Santos (Jacareí, São Paulo, Brasil, n. 1838) e neto do cirurgião-militar Joaquim Moutinho dos Santos (Águas Santas, Maia, Portugal, n. 1811). O pai viria a reformar-se no posto de cirurgião-mor. Depois de ter frequentado o Colégio Militar entre 1888 e 1894, seguiu a carreira médica militar de seu pai e avô. Com esse objetivo assentou praça como primeiro-sargento graduado cadete no Regimento de Cavalaria n.º 4, em 20 de julho de 1894, e inscreveu-se no curso da Escola Médico-Cirúrgica de Lisboa, onde se graduou como médico-cirurgião.
Completou seguidamente o curso de Oftalmologia ministrado pelo Prof. Gama Pinto, que concluiu com a defesa de uma tese, em julho de 1902, tendo como título Corpos Estranhos em Oftalmologia, obtendo a classificação de Bom. Durante o curso estagiou nas clínicas do Prof. Higino de Sousa e dos médicos dr. Lourenço da Fonseca e dr. Xavier da Costa. Nesse mesmo ano, ingressou por concurso no Corpo de Médicos Militares do Exército Português, sendo promovido a alferes por decreto de 6 de novembro de 1902. No prosseguimento da sua carreira militar, foi promovido a tenente-médico em 5 de dezembro de 1903 e colocado no Regimento de Infantaria n.º 1. Transferido para o Regimento de Infantaria n.º 2 em 10 de dezembro de 1904, ano em que organizou no Hospital Militar da Estrela o serviço da Clínica Oftalmológica, para que viria a ser nomeado director em 3 de março de 1909. Em 1905 obteve licença do Ministério da Guerra para ir ao estrangeiro aperfeiçoar-se nos estudos da especialidade de Oftalmologia, tendo  então frequentado a clínica do professor Pierre-Félix Lagrange, em Bordéus, e dos professores Félix de Lapersonne, Louis de Wecker, Pranseau e David Émile Sulzer, em Paris. Mais tarde visitou vários serviços da sua especialidade na Alemanha, Itália, Suíça, Bélgica e Espanha.
Como médico militar oftalmologista, Mário Moutinho integrou o Corpo Expedicionário Português (CEP) em França, entre 1917 e 1918, nde desempenhou o cargo de Chefe dos Serviços de Oftalmologia, sendo por isso condecorado com a medalha de Bons Serviços em Campanha. A sua passagem pelo CEP, que durou cerca de 2 anos, foi desafiadora pois a utilização de gases corrosivos como meio de guerra química dava origem a graves problemas aftalmológicos que afetavam grande número de miltares.
No seu regresso a Lisboa após a sua estadia na frente de guerra, retomou o serviço  de diretor da clínica oftalmológica do Hospital Militar da Estrela, em 12 de outubro de 1918, onde se conservou até 15 de setembro de 1934, quando foi nomeado sub-director do referido hospital. Promovido a coronel-médico, por portaria de 30 de março de 1935, foi nomeado diretor do Hospital Militar Principal.
Foi membro de várias sociedades cientificas, entre as quais a Sociedade de Ciências Médicas de Lisboa, a Sociedade de Estudos Pedagógicos, a Sociedade Francesa de Oftalmologia, da Sociedade de Oftalmologia Hispano-Americana. Foi também colaborador de vários jornais e revistas cientificas da especialidade, tendo publicado vários trabalhos científicos sobre oftalmologia, e representado Portugal em vários congressos em POrtugal, na Holanda, na França, na Bélgica e em Espanha, onde apresentou comunicações científicas.
Após ter deixado a direção da Clínica Oftalmológica do Hospital Militar Principal de Lisboa, no Largo da Estrela, serviço que dirigia desde 1909, fundou uma clínica no Asilo-Escola de Cegos António Feliciano de Castilho (1935) e pouco depois a Liga Portuguesa de Profilaxia da Cegueira (1936), a que presidiu, e a partir da qual desenvolveu o seu plano de criar uma clínica de reeducação de diminuídos visuais em Portugal, o que veio a concretizar em 1955, com o seu filho, o também oftalmologista dr. Henrique Moutinho (existe a Rua Henrique Moutinho na freguesia de Belém desde a publicação do edital municipal de 3 de julho de 2008), o psiquiatra dr. João dos Santos e a pedagoga dr.ª Maria Amália Borges, uma escola para crianças invisuais. Quando em março de 1956 Helen Keller veio a Portugal, a convite da Liga Portuguesa da Profilaxia da Cegueira (LPCC), o centro infantil por ele fundado passou a designar-se Centro Infantil Helen Keller.
O seu nome perdura na toponímia portuguesa, em nomes de arruamentos, com destaque para a Avenida Dr. Mário Moutinho, no Restelo, Lisboa, nome que foi atribuído por edital municipal de 17 de fevereiro de 1970, artéria onde se encontra o Centro Infantil Helen Keller que o homenageado fundara. Cerca de 17 anos depois, o arruamento construído no prolongamento da Avenida Dr. Mário Moutinho foi denominado Avenida Helen Keller, por edital de 7 de setembro de 1987.
Mário Moutinho foi agraciado com o grau de oficial da Ordem de Sant’iago da Espada (1928) e com as comendas da Ordem de Avis (1928) e da Ordem de Mérito (1932). Foi também condecorado com as medalhas militares de Bons Serviços em Campanha, comportamento exemplar (medalha de ouro), comemorativas do CEP e com a Medalha da Vitória.

## Condecorações
- Oficial da Ordem Militar de Sant'Iago da Espada de Portugal (28 de junho de 1919)
- Comendador da Ordem Militar de Avis de Portugal (28 de junho de 1919)
- Comendador da Ordem de Benemerência de Portugal (5 de março de 1932)[8]